# Aleksander Koj
Aleksander Koj (26 tháng 2 năm 1935 - 29 tháng 12 năm 2016) là bác sĩ và nhà khoa học người Ba Lan. Ông thành viên của Học viện Học tập Ba Lan, Viện Hàn lâm Khoa học Ba Lan, tiến sĩ danh dự Đại học Cleveland và Đại học Hartford.
Ông là hiệu trưởng của Đại học Jagiellonia trong ba nhiệm kỳ: 1987–1990, 1993–1996 và 1996–1999.
Trong công trình khoa học của mình, ông được biết đến với những nghiên cứu về lĩnh vực miễn dịch học, men học (zymology) và sinh học phân tử. Năm 1996, ông nhận Giải thưởng của Quỹ Khoa học Ba Lan cho những nghiên cứu về protein giai đoạn cấp tính.

## Tiểu sử
Aleksander Koj sinh ngày 26 tháng 2 năm 1935 tại Gana. Từ năm 1951 đến năm 1957, ông học y khoa tại Khoa Y thuộc học viện Y khoa ở Krakow. Năm 1961, ông lấy bằng tiến sĩ y khoa với đề tài luận án: Sinh tổng hợp glutathione trong máu. Ông nhận bằng Habilitation à diriger les recherches (bằng chứng nhận đủ năng lực, tư cách để hướng dẫn, làm nghiên cứu) vào năm 1969 tại Đại học Jagiellonia trong lĩnh vực hóa sinh với đề tài luận án có tựa đề: Ảnh hưởng của chấn thương đến tốc độ tổng hợp fibrinogen (Tên gốc: Wpływ urazu na szybkość syntezy fibrynogenu). Năm 1976, ông đảm nhận vị trí phó giáo sư. Năm 1990, ông được bổ nhiệm làm giáo sư.

## Nghiên cứu khoa học
Aleksander Koj có 200 công trình nghiên, chủ yếu trong lĩnh vực men học, miễn dịch học, sinh học phân tử và sinh lý bệnh lâm sàng. Ông cũng nghiên cứu vai trò của cytokine trong trạng thái sinh lý và bệnh tật, chuyển hóa, tốc độ tổng hợp và dị hóa protein huyết tương và tính chất của proteinase và chất ức chế của các enzym này.